# Consolidatie (wet- en regelgeving)
De meeste wetgevende teksten (wetten, decreten, Europese richtlijnen, verdragen, enz.) worden na hun publicatie meermaals gewijzigd, aangevuld of gecorrigeerd. Voor burgers of bedrijven is het moeilijk om al die wijzigingen bij te houden en te weten wat op een bepaald ogenblik de correcte, geldende tekst is. Om dit te vergemakkelijken en om de wetgeving overzichtelijker en toegankelijker te maken, kan men een consolidatie van deze teksten maken, dit is de oorspronkelijke basistekst met daarin verwerkt alle wijzigingen en corrigenda tot een bepaalde datum. Zo een tekst in geconsolideerde vorm of geconsolideerde tekst heeft enkel een informatieve waarde en is niet juridisch bindend; enkel de oorspronkelijke publicaties zijn dat.
Zie ook de beschikbaarstelling van Nederlandse wetsteksten in geconsolideerde vorm. Voor geconsolideerde verdragsteksten zie Tractatenblad.